# Правило дев'ятки
Пра́вило «дев'я́тки» — правописне правило української мови.
Український правопис забороняє писати літеру «і» в запозичених загальних назвах після дев'яти приголосних, а саме: д, т, з, с, ц, ж, ш, ч, р — перед наступною літерою, що позначає приголосний звук (крім «й»): динамо, квартира, зиґзаґ, родзинка, сигнал, цирк, режим, джинси, машина, чизбургер, принтер тощо — а не дінамо, квартіра, зіґзаґ, родзінка, сігнал, цірк, режім, джінси, машіна, чізбургер, прінтер.
Якщо після «і» в іншомовному слові йде «й» або літера, що позначає голосний звук, то правило «дев'ятки» не діє. Наприклад: діадема, тіофен, фантазія, сієста, станція, адажіо, шіїтаке, чіабата, рієлтор, диспрозій, нунцій.
У кінці невідмінюваних слів після цих приголосних також пишеться літера «і»: леді, конфеті, смузі, івасі, лонджі, банші, колібрі.
Проте, якщо така «і» втрачає своє положення перед голосним, «й» або в кінці невідмінюваного слова і передує приголосному, правило «дев'ятки» набуває дії: пародист (але пародія), кальцит (але кальцій) тощо; таксист (але таксі), фритюр (але фрі) тощо.
Окрім того, § 129.I.6 чинного Правопису встановлює традиційне написання через «и» деяких усталених у церковному вжитку слів грецького походження («митра», «єпитимія» і т. ін.), серед яких такі слова, де шуканий голосний розташований після приголосного «дев'ятки» і перед іншим голосним: диякон, християнство тощо. Але чимало подібних слів — дієцезія, тіара тощо — під це «виключення з виключення» не підпадають.
На власні назви правило «дев'ятки» не поширюється — після д, т, з, с, р пишуть «і» (Дізель, Тіто, Зімбабве, Міссісіпі, Грімм).

## Історія
Вперше правило «дев'ятки» для правопису слів іншомовного походження було сформульовано 1913 року авторами «Граматики руської мови» С. Й. Смаль-Стоцьким і Теодором Ґартнером.
Після букв на позначення приголосних т, д, с, з, ц, р пропонувалося писати и (партия, поезия); після букв на позначення приголосних п, б, в, м, ф, ч, к, х та у сполученні з о — писати і (патріот). Однак воно дещо відрізняється від подібного правила в сучасній орфографії, бо вимагало написання и перед усіма приголосним, включно з й (партийний)[джерело?].
Але вже у Правописі 1919 р. воно набуло сучасного вигляду. Також це правило закріпилось у Правописі-1929 і після його ревізії у 1933 році.
У виданні «Українського правопису» 1993 року правило передавання іншомовного і через и після обумовлених «дев'яткою» приголосних поширено на низку власних назв (Аргентина, Сирія, Чилі). Також зазнав зміни правопис деяких загальних назв, які належали до винятків: бравісимо, фортисимо, піанісимо (до 1993 року було бравіссімо, фортіссімо, піаніссімо).
У проєкті правопису 1999 року пропонувалося поширити «правило дев'ятки» на правопис решти іншомовних власних назв: Аристотель, Едип, Сизиф; Занзибар, Сиракузи, Міссисипі, Си́дней. Проте проєкт не схвалили. Згідно з чинним українським правописом треба писати: Арістотель (УП, § 90, п. 5, а, 3), Едіп, Сізіф; Занзібар, Міссісіпі, Сідней, але Сиракузи (УП, § 90, п. 5, в, 5).

## У географічних назвах
Правопис географічних назв відбувається за дещо відмінними від «правила дев'ятки» нормами.
Літера и вживається:
- У географічних назвах з кінцевими -ида, -ика: Антарктида, Атлантида, Флорида; Адріатика, Америка, Антарктика, Арктика, Атлантика, Африка, Балтика, Корсика, Мексика.
- У географічних назвах після приголосних дж, ж, ч, ш, щ, і ц перед приголосним: Алжир, Вашингтон, Вірджинія, Гемпшир, Жиронда, Йоркшир, Лейпциг, Циндао, Чикаго, Чилі, але перед голосним і в кінці слова пишеться і: Віші, Шіофок.
- У географічних назвах зі звукосполученням -ри- перед приголосним: Велика Британія, Крит, Мавританія, Мадрид, Париж, Рига, Рим та ін., але Австрія, Ріо-де-Жанейро.
- У низці інших географічних назв після приголосних д, т та в деяких випадках згідно з традиційною вимовою: Аддис-Абеба, Аргентина, Братислава, Бразилія, Ватикан, Единбург, Єгипет, Єрусалим, Китай, Кордильєри, Пакистан, Палестина, Сардинія, Сиракузи, Сирія, Сицилія, Скандинавія, Тибет[6].

## У прізвищах
Чинний Український правопис у § 104 п. 6-в рекомендує передавати російську літеру «и» українською «и» після дж, ж, ч, ш, щ і ц перед приголосним: Гаршин, Гущин, Дорожин, Лучин, Цецилін, Чичиков, Шишкін, Щиглов; це стосується й прізвищ інших народів: Абашидзе, Вашингтон, Джигарханян, Жильєрон, Тажибаєв; Цицерон, Чиковані тощо; також Чингісхан, але перед голосним пишеться і: Жіоно, Тиціан.

## Мнемонічні фрази
Є мнемонічні фрази, які можуть знадобитись для простішого запам'ятовування літер правила «дев'ятки»:
- «Реве та стогне Дніпр широкий, човни з циганами жене»
- «Чия це жінка заспівала „Реве та стогне Дніпр широкий“?»
- «Де ти з'їси цю чашу жиру?»
- «Зося і Шура — це чужі діти»

## Виноски
1. ↑  Український правопис 2019 року (PDF). Наукова думка. 22 травня 2019. с. 160. Архів оригіналу (PDF) за 25 Nov 2023. Процитовано 2 грудня 2023. {{cite web}}: Проігноровано |section= (довідка)
2. ↑  Масенко Л. Т. Мова і політика. — К.: Соняшник, 1999. — 100 с. — Укр. мов. Додатковий тираж 2003 р.
3. ↑  В. В. Бондаренко, В. В. Дубічинський, І. О. Оржицький, В. М. Кухаренко, В. В. Турчик. Ділова українська мова. Харків. Архів оригіналу за 16 вересня 2011. Процитовано 20 липня 2011.
4. ↑  Приклади цитуються за: Анкета для опитування фахівців. Пропозиція 12 // Історія українського правопису XVI—XX ст. Хрестоматія. — К., 2004. — С. 565.
5. ↑  Приклади з проекту (§ 101. I, Y та ин.)
6. ↑  Електронний підручник з сучасної української мови